# Robert Eitner
Robert Eitner (Breslavia, 22 ottobre 1832 – Templin, 2 febbraio 1905) è stato un musicologo tedesco.

## Biografia
Robert Eitner è nato e cresciuto a Breslavia, la capitale amministrativa della Slesia, in una fase storica di rapida industrializzazione. 
Frequentò il ginnasio di Santa Elisabetta (scuola secondaria) della città prima di passare all'università, dove per cinque anni seguì gli insegnamenti dell'organista-compositore Moritz Brosig, anche se si avvicinò alla musica principalmente come autodidatta.
Nel 1853 si trasferì a Berlino, diventando un insegnante di musica. Negli stessi anni si dedicò alla creazione di composizioni e canzoni per pianoforte.
Nel 1863 aprì la propria scuola di musica e quattro anni dopo realizzò un "Lessico di compositori olandesi", che vinse un premio dalla "Società per la promozione della musica" di Amsterdam.
La sua attività è stata soprattutto dedicata allo studio e alla trasposizione bibliografica della musica dei secoli XVI e XVII.
Nel 1868 fu uno dei promotori e fondatori della Gesellschaft fur Musikforrschung, di cui divenne uno dei direttori. Per conto della stessa società curò i ventinove volumi intitolati Publikationen alterer praktischer und theoretischer Musikwerke. 
Nello stesso periodo attuò una fruttuosa collaborazione con Allgemeine Deutsche Biographie comprendente trecentotrentanove articoli biografici, e fu editore dal 1969 della rivista mensile Monatshefte für Musik-Geschichte. 
Inoltre pubblicò dieci volumi dal titolo Biographisch-Bibliographisches Quellen-Lexikon der Musiker und Musikgelehrten der christlichen Zeitrechnung bis zur Mitte des neunzehnten Jahrhundert, stampati tra il 1900 e il 1904 a Lipsia, uno studio bibliografico approfondito da fonti di musicisti e di studiosi dai primi secoli dopo Cristo fino alla metà del XIX secolo, che risultò apprezzato e utilizzato come strumento di ricerca da più di duecento importanti biblioteche in Europa.
Tra le sue pubblicazioni più importanti, annoveriamo: Bibliographie der Musiksammelwerke des 16 und 17 Jahrh; Verzeichniss der gedruckten Werke von H. L. Hasler  und O. de Lassus (1873).
È  stato membro della Associazione per lo studio di vecchi manoscritti corali che si occupò di riscoprire e diffondere i canti gregoriani in Germania.
Nel 1882 si trasferì a Templin, una città di campagna situata tra Berlino e la costa del Mar Baltico del Paese. Fu qui che morì nel  1905.